# Wyczółki (Warszawa)

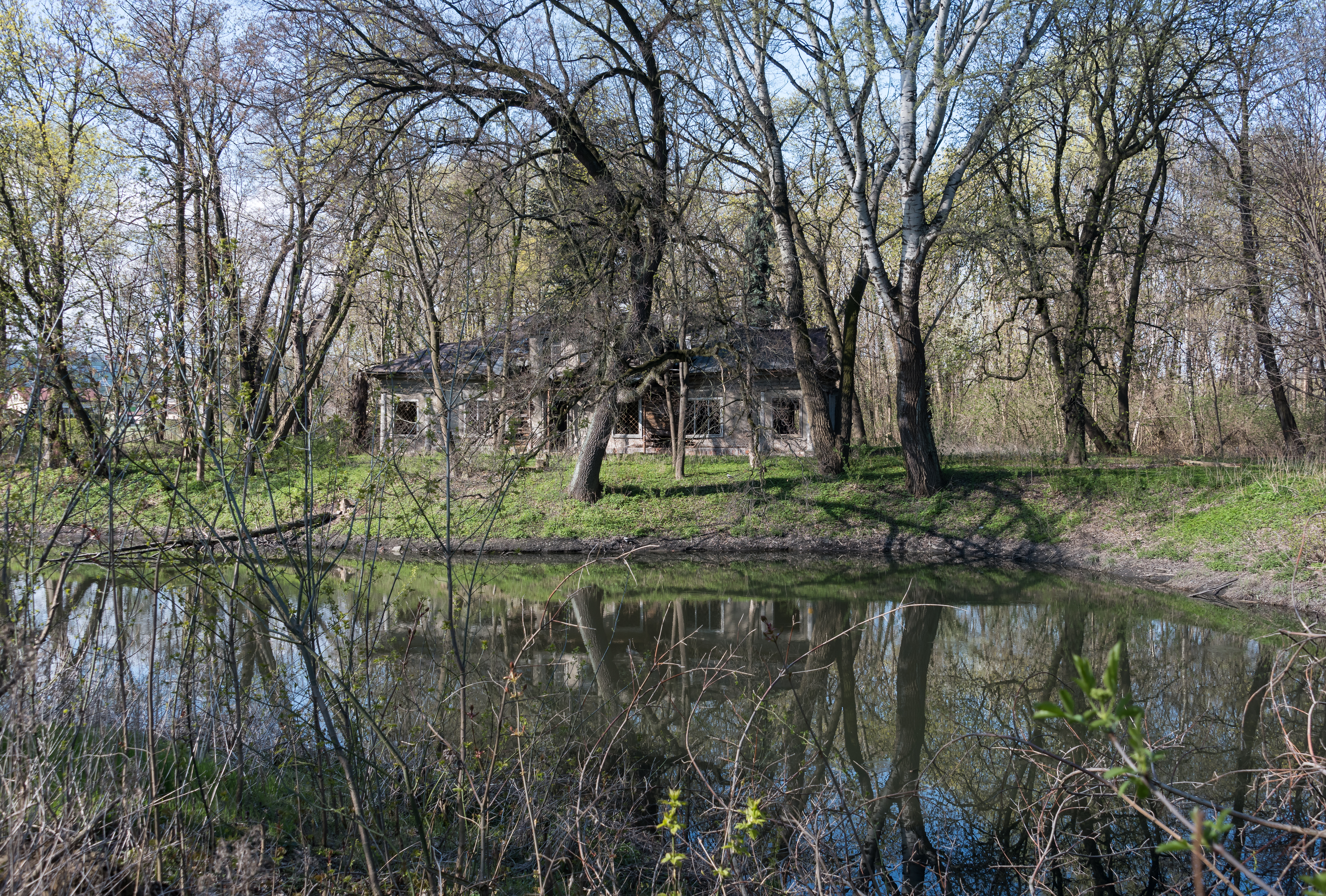
Park Wyczółki i Stawem Berensowicza

Wyczółki – dawna wieś i folwark, obecnie osiedle i obszar MSI w warszawskiej dzielnicy Ursynów.

## Opis
Pierwsza wzmianka o wsi Vyczolkovo pochodzi z 1483. W 1580 wieś szlachecka Wiczółki znajdowała się w powiecie warszawskim ziemi warszawskiej województwa mazowieckiego.
W okresie międzywojennym Wyczółki wchodziły w skład gminy Falenty. W styczniu 1951, podobnie jak wiele innych wsi i osad na przedmieściach Warszawy, zostały włączone do stolicy.
Zabudowa, ze względu na sąsiedztwo pobliskiego Lotniska Chopina, ma charakter logistyczno-magazynowy oraz biurowy (m.in. kompleks Poleczki Business Park). Zlokalizowane są tu również ogrody działkowe.
Na terenie osiedla znajduje się stacja kolejowa Warszawa Okęcie.

## Położenie i granice
Wyczółki leżą w północno-zachodniej części Ursynowa. Sąsiadują z ursynowskimi osiedlami Grabów i Ursynów Północny oraz z Mokotowem i Włochami.
Granice rejonu MSI Wyczółki wyznaczają: tory linii radomskiej oraz ulice Bokserska, Poloneza i Pląsy, obejmując błędnie część Służewca i Nowego Służewca.

## Ważniejsze obiekty
- Park Wyczółki
- Potok Służewiecki
- Areszt Śledczy Warszawa-Służewiec
- Stacja kolejowa Warszawa Okęcie
- Jezioro Grabowskie
- Cmentarz w Grabowie